# SBB Be 4/7
Die Be 4/7 mit dem Spitznamen grosse Sécheron ist eine elektrische Drehgestelllokomotive für den Einsatz auf der Gotthardstrecke den SBB. Im Gegensatz zu den anderen Lokomotiven der ersten Stunde hatte die Be 4/7 keinen Stangenantrieb, sondern einen Einzelachsantrieb mit direkt auf die Triebachsen wirkenden, abgefederten Antrieben.

## Vorgeschichte
Als im Juli 1918 die zweite Serie der Be 4/6 12303–12342 bestellt wurde, entschieden sich die SBB, zur gleichen Zeit eine neuartige Lokomotive zu bestellen, die in vielfacher Hinsicht von den anderen bestellten Lokomotivtypen abwich.
Die Firma SAAS hatte zusammen mit der SLM eine Lokomotive offeriert, die keinen Stangenantrieb hatte, sondern einen Einzelachsantrieb. Der vorgeschlagene Antrieb stammte von der Firma Westinghouse in den USA. Für die ausschliessliche Verwendung in der Schweiz hatte die Firma Sécheron die Lizenz erworben. Anwendungen, insbesondere mit einer Leistung von über 500 kW pro Radsatz lagen nicht vor. Trotzdem wurde eine Offerte eingereicht.

## Pflichtenheft
Die SBB verlangten von der Industrie die Erfüllung des nachfolgenden Pflichtenheftes:
- Höchstgeschwindigkeit 75 km/h
- Beförderung von 300 t Anhängelast auf 26 ‰ Steigung bei 50 km/h
- Sicheres Anfahren auf 26 ‰ Steigung und Beschleunigen derselben Last auf 50 km/h in 4 Minuten
- drei Hin- und Rückfahrten Luzern – Chiasso innerhalb 24 Stunden (1'360 km)
- Elektrische Bremse zur Abbremsung des Lokomotivgewichtes im Gefälle
- Möglichkeit der Vielfachsteuerung.

## Auftragsvergabe und Projektierung
Der Auftrag für die Personenzuglokomotive wurde wie folgt erteilt:
SAAS/SLM: Projektierung und Bau der Personenzuglokomotive
Neben der Einhaltung des Pflichtenheftes gaben die SBB den Konstrukteuren grosse Freiheit beim Ausarbeiten der Entwürfe.

## Inbetriebnahme
Am 18. Oktober 1921 wurde die Be 4/7 12501 von den SBB übernommen und für Probefahrten eingesetzt. Anschliessend erfolgten planmässige Einsätze zwischen Bern und Thun.

## Technik

### Der mechanische Teil

#### Fahrwerk
Das Fahrwerk bestand aus zwei Drehgestellen. Wegen des Einzelachsantriebes waren die Rahmen als Aussenrahmen ausgestaltet. In jedem Drehgestell befanden sich zwei Triebachsen und eine als Bisselachse ausgebildete Laufachse. Das Drehgestell auf der Lokomotivseite I besass innen zusätzlich eine als Adamsachse ausgebildete Laufachse. Diese zusätzliche Achse, die der Lokomotive die asymmetrische Achsfolge (1’B1’)(B1’) gab, war notwendig, da man die statische Achslast von 18,5 t nicht überschreiten wollte, um dynamische Lasten vom gefederten Einzelachsantrieb zu kompensieren. Beim Gesamtgewicht der Lokomotive ging man dabei davon aus, dass es nicht kleiner sein würde als das einer Be 4/6.
Die äusseren Laufachsen hatten ein Seitenspiel von 2 × 83 mm, die mittlere Adamsachse ein solches von 2 × 57 mm gegenüber dem Drehgestellrahmen.

#### Zugkraftübertragung
Die Übertragung der Zug- und Stosskräfte erfolgte von den Triebachsen auf die zwei Drehgestelle. Von dort wurden die Kräfte aussen auf die Zughaken und Puffer weitergeleitet. Innen waren die Drehgestelle für die Zug- und Druckkraftübertragung über ein mit Kegelfedern an den Drehgestellen befestigtes Kuppeleisen verbunden. Zusätzlich waren die Drehgestelle noch mit zwei als Notkupplungen dienenden Kuppelstangen verbunden. Eine gelenkige Querkupplung zwischen den Drehgestellen verbesserte den Kurvenlauf der Lokomotive.

#### Antrieb
Die Fahrmotorgehäuse der Zwillings- oder Doppelmotoren waren in den Drehgestellen auf Querbalken abgestützt und mit Trägern verschraubt. Das Drehmoment jedes Doppelmotors wurde über ein Ritzel auf ein gemeinsames Grosszahnrad übertragen. Dieses war auf einer Hohlwelle befestigt, die im gemeinsamen Motorgehäuse gelagert war und die Triebachse umschloss. Diese Hohlwelle trieb über Mitnehmer und Schraubenfedern die Triebräder an. Die Triebräder waren dabei so dimensioniert, dass Radreifen der Dampflokomotiven A 3/5 901-938 der ehemaligen Gotthardbahn-Gesellschaft verwendet werden konnten. Diese Lokomotiven standen kurz vor der Ausmusterung.

#### Lokomotivkasten
Der Lokomotivkasten bestand aus einer durchgehenden Brücke mit aufgeschraubten Kastenteilen ohne Vorbauten. Die Lokomotivbrücke stützte sich an drei Punkten auf die zwei Drehgestelle:
- Festes Drehzapfenlager zwischen den beiden Triebachsen des Drehgestells I.
- Drehzapfenlager mit Längsspiel zwischen der äusseren Triebachse und der Bisselachse des Drehgestells II.
- gefedertes Rollenstützlager über der inneren Kupplung des Drehgestells II.

Zug- und Druckkräfte wurden vom Lokomotivkasten nicht übernommen.
Der Boden der Lokomotivbrücke hatte die Form eines Kastens. In diesen ragten die Motoren und Triebräder hinein. Die Zugänglichkeit der Motoren war durch Deckel von oben und in den Längswänden gewährleistet. Ein über die ganze Länge des Maschinenraums reichender Kühlluftkanal war an der Decke des Kastens angeschraubt.
Der Lokomotivkasten enthielt die gesamte elektrische Ausrüstung. Der Transformator befand sich in der Mitte des Kastens.
Im Gegensatz zu den meisten Zeitgenossinnen besass die Be 4/7 keine seitlichen Lüftungsjalousien im Lokomotivkasten, da die ganze Lüftung vom Dach her erfolgte.

#### Bremsanlage
Die automatische Bremse und die Regulierbremse wirkten pro Drehgestell auf die Triebachsen und die innere Laufachse. Die äusseren Laufachsen waren ungebremst. Jeder Führerstand hatte eine Handbremse, die auf das jeweilige Drehgestell wirkte.

#### Höchstgeschwindigkeit
In der zweiten Hälfte der 1930er Jahre wurde die Höchstgeschwindigkeit von 75 km/h auf 80 km/h erhöht.

### Der elektrische Teil

#### Hauptstromkreis
Die Hochspannung aus der Fahrleitung wurde mit zwei Stromabnehmern abgenommen. Von jedem Abnehmer wurde der Strom über ein Trennmesser, eine Blitzschutzspule dem elektropneumatisch betriebenen Öl-Hauptschalter zugeführt. Von dort gelangt der Strom zum Transformator. Die Kühlung des Transformatorenöls erfolgte über Rohrbündel, die am Deckel des Transformators befestigt waren und ins Öl eintauchten. Die Rohrbündel waren von Ventilationsluft durchströmt. Die Blitzschutzspulen wurden später, weil nicht notwendig, entfernt.
Die vier Zwillingsmotoren waren parallel geschaltet. Sie erhielten den Fahrstrom über eine Batterie von zweimal neun elektropneumatischen Einzelschaltern (Hüpfer). Der Transformator hatte 8 Anzapfungen von 100V bis 864V. Die 28 Fahrstufen entstanden durch die Zusammenschaltung der Hüpfer mit einem Zusatztransformator und drei Drosselspulen.
Jeder Zwillingsmotor hatte einen separaten Wendeschalter. Die zwei Wendeschalter jedes Drehgestells wurden dabei über je einen gemeinsamen elektropneumatischen Antrieb angesteuert. Die Wendeschalter hatten die Stellungen „Vorwärts“, „Rückwärts“ und „Elektrisch Bremsen“. Durch Blockierung in der Nullstellung konnten einzelne defekte Zwillingsmotoren abgetrennt werden.

#### Hilfsbetriebe
Auf der Lokomotive befanden sich die nachfolgend beschriebenen, mit 220 V betriebenen Hilfsbetriebe:
- Ein Rotationskompressor.
- Zwei Ventilatoren. Diese leiteten die Kühlluft durch Jalousien im Lokomotivdach in den Maschinenraum, über den Lüftungskanal zu den Fahrmotoren, durch die Ölkühlrohre im Transformator und durch die Widerstandsschächte.
- Eine Umformergruppe für die Batterieladung.
- Führerstandsheizung und Ölwärmeplatten.

Die Speisung der Zugsheizung ursprünglich mit den Spannungen 800V, 1’000V und 1’200V erfolgte über gegenseitig verriegelte Hüpfer vom Transformator. Später wurden die Spannungen auf 600V, 800V und 1’000V geändert. Zu einem späteren Zeitpunkt wurden die Stufen 600V und 800V ausgebaut.

#### Elektrische Bremse
Als elektrische Bremse gelangte wie bei den Be 4/6 der zweiten Serie eine fremderregte Wechselstrom-Widerstandsbremse zur Anwendung. Den Erregerstrom lieferte der oben erwähnte Zusatztransformator. Die Steuerung erfolgte über die normalen Stufenanzapfungen. Die erzeugte Energie wurde in Bremswiderständen vernichtet, die sich aber, anders als bei den Be 4/6, nicht auf dem Lokomotivdach, sondern in Schächten beidseitig neben dem Haupttransformator befanden. Zur Kühlung dienten automatisch gesteuerte Klappen, die die Ventilationsluft durch die Schächte leiteten. Die Bremswiderstände wurden im Fahrbetrieb zum Teil als Wendepol-Shuntwiderstand für die Fahrmotoren verwendet.

#### Vielfachsteuerung
Eine Vielfachsteuerung war bei den Be 4/7 nie vorhanden.

### Wartungsfreundlichkeit
Verglichen mit der übersichtlichen und wartungsfreundlichen Einrichtung des Maschinenraums der Be 4/6 war der Maschinenraum der Be 4/7 sehr voll und damit die einzelnen Apparate schlecht zugänglich. Selbst die Kontrolle eines Fahrmotors war aufgrund der vorhandenen Wartungsklappen sehr schwierig. Im Gegensatz zu den Be 4/6 befanden sich die Batterien im Maschinenraum, wo sie von aussen durch eine Wartungsluke in der Maschinenraumwand zugänglich war. Auf dem Dach der Lokomotive befanden sich Ösen, an denen eine Kranbahn mit einer Laufkatze befestigt werden konnte, mit deren Hilfe die Batterien herausgenommen und auf den Boden abgesenkt werden konnten. Der Batteriewechsel wurde erst mit Hilfe von Hubstaplern einfacher. Die zu tauschenden Batterien wurden meist durch ein Fenster hineingereicht und im Innern von Hand platziert.

## Betriebseinsatz

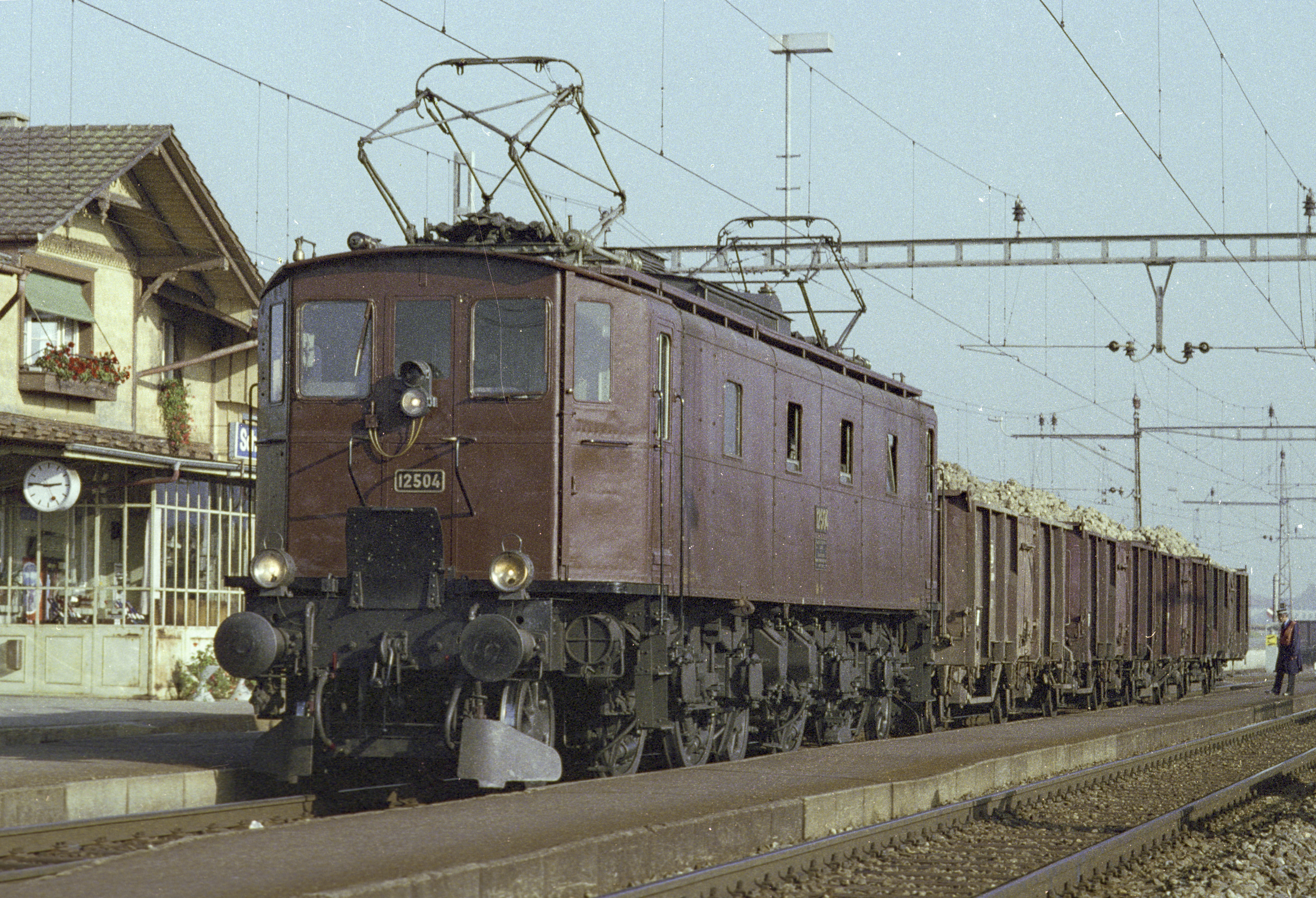
Be 4/7 12504 mit Rübenzug in Schüpfen in den 1980er-Jahren

Am 18. Oktober 1921 wurde die Be 4/7 12501 von den SBB übernommen. Sie wurde sofort planmässig für Probefahrten zwischen Bern und Thun eingesetzt. Ende Dezember 1921 wurde sie für Anfahrversuche auf der Gotthard-Nordrampe verschoben. Es sollte der Beweis erbracht werden, dass sie in Bezug der Leistung den Be 4/6 ebenbürtig war. Im Rahmen dieser Versuche beschleunigte sie einen Versuchszug von 300 t Anhängelast innerhalb von 2 Minuten aus dem Stand auf 50 km/h.
Die Auslieferung aller sechs Lokomotiven war Mitte 1922 abgeschlossen. Zu diesem Zeitpunkt waren alle Lokomotiven im Depot Bern stationiert. Ihre Karriere am Gotthard begann im Mai 1923 vom Depot Erstfeld aus.
Alle sechs Maschinen waren von 1923 bis 1928 im Umlaufplan. Bis 1927 erfolgte ihr Einsatz vom Depot Erstfeld aus, anschliessend vom Depot Bellinzona. In den Jahren 1926 bis 1929 legten die Lokomotiven durchschnittlich 112’000 bis 132’000 km jährlich zurück. Bei den Be 4/6 war es etwa die Hälfte, was aber insofern zu relativieren ist, dass die planmässigen Tagesleistungen der Be 4/6 am Gotthard zwischen Erstfeld und Bellinzona etwa die gleichen waren, vor allem die durchgehenden Züge zwischen Luzern und Chiasso.
Die Lokomotiven waren beim Fahrpersonal sehr beliebt, da sie verglichen mit der holprigen Be 4/6 eine ausgezeichnete Laufruhe hatten. Deshalb waren in den Plänen meistens alle sechs Lokomotiven eingesetzt.
Als ab Mai 1928 die ersten Ae 4/7 am Gotthard auftauchten, wurden die Be-Maschinen nach und nach verschoben. 1930 kamen die Nummern 12501–12503 in den Kreis I (Westschweiz) nach Lausanne. 1931 wurden sie nach Bern versetzt. In der Fahrplanperiode 1930/1931 waren die Nummern 12501–12503 vor allem am Simplon im Vorspann- und Schiebedienst Domodossola – Iselle im Einsatz. Sie führten auch einzelne Güterzüge Domodossola – Brig – Domodossola.
1932 wurden die 12504 und 1936 die 12505 und 12506 nach Bern versetzt. 1940 erfolgte die Versetzung des Unterhaltes von der Hauptwerkstätte Bellinzona zur Hauptwerkstätte Yverdon. Das Depot Bern hatte für die sechs Maschinen einen Umlaufplan, der Basel (über Delémont), Porrentruy, La Chaux-de-Fonds, Fribourg, Thun und Olten umfasste. Dieser beinhaltete auch ein Schnellzugspaar Basel – Delémont – Basel.
Die Depotzuteilung änderte sich im Jahr 1966. Obwohl sie schon vorher zusammen mit den Be 4/6 des Depots Biel in einem gemeinsamen Plan liefen, wurden sie erst in diesem Jahr Biel zugeteilt.
Für den Unterhalt fuhren die Lokomotiven jeden zweiten Tag nach Bern und pro Woche einmal nach Biel. Sie waren zu dieser Zeit rund um Bern und Biel bis Thun, Luzern (über Langnau), Fribourg, Travers, Le Locle, Porrentruy und Aarau.
Die Be 4/7 12503 wurde im März 1966 wegen gravierender Fahrmotorschäden als erste ihrer Serie ausgemustert. Im Mai 1967 wurde für fünf Be 4/7 und drei Be 4/6 der letzte Umlaufplan aufgestellt. Sie fuhren im oben beschriebenen Aktionsgebiet und leisteten im Mittel pro Tag 237 km. Teilweise waren die Be 4/7 schon vorher als stationäre Transformer für die Lieferung von 220 Volt in Unterwerken im Einsatz. Dies waren die Nummer 12503 im Sommer 1965 in Courtemaîche und die 12504 1966 in Burgdorf und 1969 in Etzwilen.
Die Nummer 12502 wurde im Juni 1968 nach einem Fahrmotorschaden ausrangiert. Ihr folgte nach einem Brand die Nummer 12501.
Die restlichen drei Be 4/7 wurden im Frühling 1976 ausser Dienst gestellt. Die Nummer 12504 blieb bei SBB Historic als weitestgehend in den Ursprungszustand zurückversetztes Exemplar betriebsfähig erhalten. 12506 wurde nach einem Aufenthalt bis im November 1978 im Verkehrshaus der Schweiz in Luzern ebenfalls abgebrochen.
Es bleibt zu hinterfragen, warum die SBB von dieser eigentlich ausgezeichneten Lokomotive nicht Nachbeschaffungen ausgelöst hatten. Der Entscheid zur Beschaffung weiterer Be 4/6 war erfolgt, da man unter Zeitdruck stand und der Einzelachsantrieb zum Zeitpunkt der Nachbestellung von Gotthardlokomotiven nicht erprobt war. Dass sich die Lokomotiven anschliessend wirklich bewährten, konnte zum Zeitpunkt der Nachbestellung also nicht vorhergesehen werden.
Neben allen Vorzügen waren die grösste Schwäche der Lokomotiven die Schraubenfedern des Einzelachsantriebes, denn diese brachen häufig. Auf der Lokomotive 12501 wurde deshalb von 1930 bis 1934 mit einem Antrieb der MFO experimentiert. In den 1950er Jahren wurden die Schraubenfedern bei allen Lokomotiven durch Gummitöpfe ersetzt. Diese Anpassungen wurden auch bei den Ae 3/5 und den Ae 3/6III vorgenommen.